# 2006年ヨーロッパ広域停電

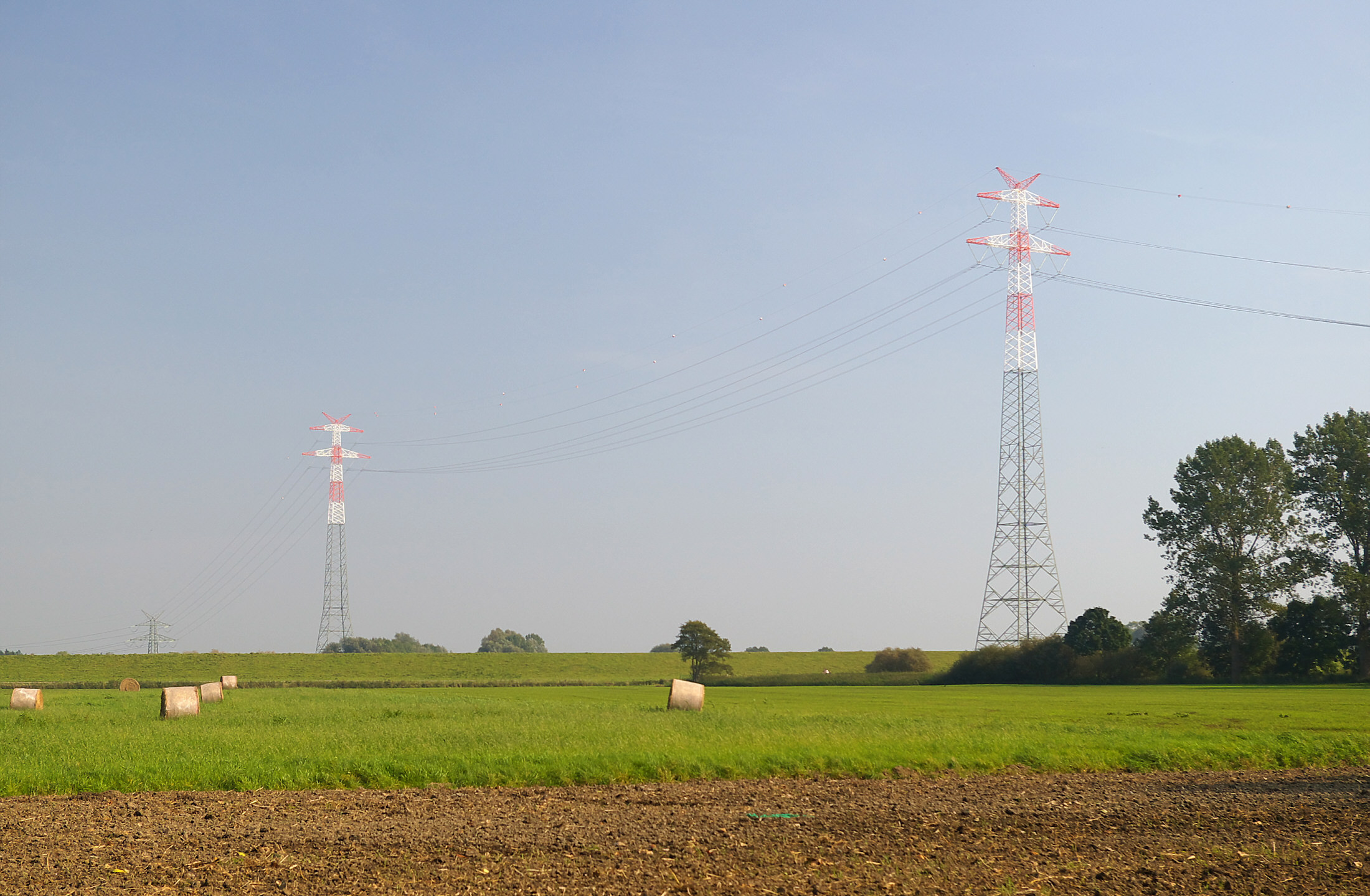
エムス川を渡る送電線

2006年ヨーロッパ広域停電（ヨーロッパこういきていでん）は、2006年11月4日に発生した停電。大型客船航行のため、河川上部を通る送電線を停止した事に起因し、影響は11カ国に及んだ。

## 経緯

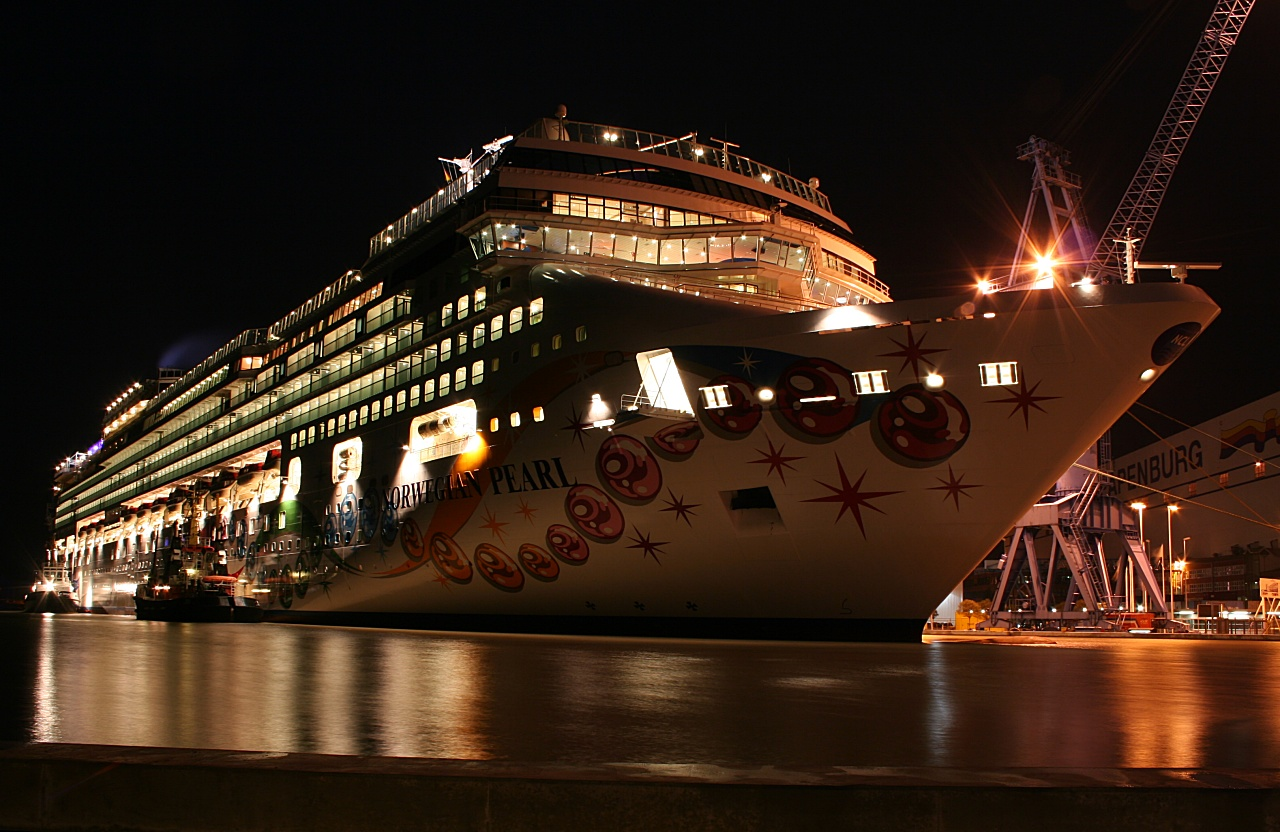
ノルウェージャン・パール

この停電の発端となった送電線「コンネフォルデ-ディーレ線」はドイツの電力会社E.ONとRWEをつなぐ、38万ボルト2回線の連系線である。エムス川上部を横断するため、大型船が航行する際は、過去にも安全上の理由で送電の停止が行われてきた。
ドイツ北部のパーペンブルク (Papenburg) の造船所で建造されたクルーズ客船「ノルウェージャン・パール」 (Norwegian Pearl) がエムス川を通過するためのコンネフォルデ-ディーレ線送電停止は、当初2006年11月5日午前1時からの計画であり、E.ONおよび系統運用者はここを停止した場合に他の1か所でトラブルが生じても供給に支障をきたさない基準（N-1基準）を満たしていることを確認していた。事故前日の11月3日、船舶運航会社からE.ONに対し、停止時間を11月4日午後10時からに変更したい旨の申し入れがあった。E.ONは、送電停止自体による影響は許容値の範囲内であることを確認したものの、N-1基準については経験則からこれを満たしていると判断し、計算による確認は行わなかった。E.ONが運航会社に変更の了承をしたのは11月3日昼12時頃であったが、系統運用者に連絡したのは4日午後7時ごろであり、系統運用者側でN-1基準について確認する時間は取れなかった。
11月4日午後9時39分、E.ONがコンネフォルデ-ディーレ線2回線を停止したところ、E.ON管内の別の38万Vの送電線2回線が、潮流が増加する「重潮流」の状態となり、警報が作動した。9時41分、RWEはE.ONとの連系線のうち、コンネフォルデ-ディーレ線を迂回するランデスベルゲン-ベーレンドルフ線の潮流が安全上限に近付いているとE.ONに対し電話連絡した。この連系線は、管理上の上限値がE.ONが1975000kW、RWEが1383000kWと定めており、E.ON側には潮流が上限に近付いている認識は希薄であった。10時8分、ランデスベルゲン-ベーレンドルフ線の潮流が安全上限を超過。RWEはE.ONに対し緊急に過負荷の抑制をするよう電話で連絡した。これに対し、E.ONは独断でランデスベルゲン変電所の接続を変更した。これが裏目に出て、さらに潮流が増加。接続変更の2秒後に自動保護システムが作動し、ランデスベルゲン-ベーレンドルフ線の送電が停止した。これにより過負荷が波及して30回線の基幹送電線が連鎖的に停止した。

Area1・3では周波数が低下、Area2では周波数が上昇した

複数の連系線が遮断したことにより欧州系統は3分割され、フランスやイタリア、スペイン、ドイツ南西部などを含む西部（右図Area 1）は需要過多により周波数が通常の50ヘルツから49.0ヘルツに低下、逆にドイツ北東部やデンマークなどを含む北東部（右図Area 2）は供給が上回り50.4ヘルツに上昇。クロアチアやルーマニアを含む南東部（右図Area 3）は供給と需要が概ね釣り合っており、49.7ヘルツとなった。

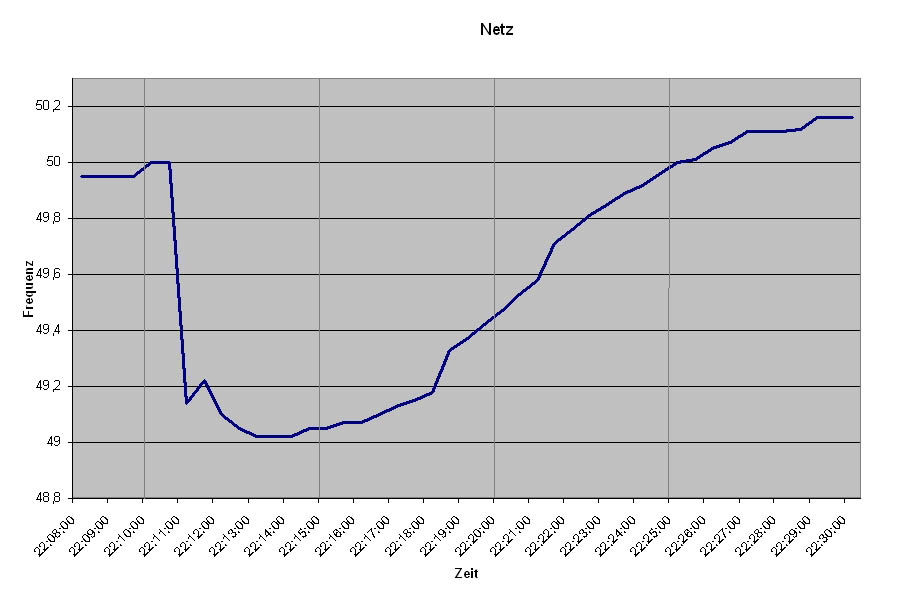
西部（Area1）の周波数の推移

西部では揚水発電の揚水を停止したり休止中の火力発電所を再稼働するなどして周波数の上昇を試みた。逆に北東部では火力や水力の出力を抑えて周波数を下げようとした。風力発電所やコジェネレーションなどの分散型電源は電力系統に停電や周波数低下が生じると、系統運用者のコントロールによらず自動的に系統連系から外れ（解列）、電力系統が復旧すると系統連系に復帰する（並列）構造になっている。このため、西部では停止した分散型電源の分まで発電所を稼働させなければならず、北東部では発電所の出力を抑えて安定させた周波数が、分散型電源が並列するため再び上昇してしまい、更なる調整が必要となり、安定化には時間を要した。
分断された電力系統をつなぎ直す「系統並列」の作業は難航し、西部と北東部の並列は7回目の試みで成功。8回目の作業で南東部も並列。日付が変わった5日0時過ぎに停電が解消した。
この停電の発端となった送電線「コンネフォルデ-ディーレ線」はドイツの電力会社E.ONとRWEをつなぐ、38万ボルト2回線の連系線である。エムス川上部を横断するため、大型船が航行する際は、過去にも安全上の理由で送電の停止が行われてきた

## 影響
- 総停電量 1672万kw[8]
- 停電発生国[8]
  - フランス（停電量646万kW）
  - イタリア（停電量291万kW）
  - ドイツ（停電量256万kW）
  - スペイン（停電量211万kW）
  - ポルトガル（停電量110万kW）
  - オランダ
  - ベルギー
  - スイス
  - オーストリア
  - ハンガリー
  - スロベニア
- フランスやイタリアでは数十人がエレベーターに閉じ込められ、ドイツのルール地方では100本余りの列車に最大2時間の遅れが出るなど、最大1000万人に影響が出た[9]。